# كازوكي هاتوري
كازوكي هاتوري (باليابانية: 服部 一輝) (16 مارس 1995 في طوكيو في اليابان – )؛ هو لاعب كرة قدم كان يلعب كحارس مرمى.

## وصلات خارجية
- كازوكي هاتوري على موقع رابطة كرة القدم اليابانية للمحترفين (اليابانية)
- كازوكي هاتوري على موقع قاعدة بيانات كرة القدم.إي يو (الإنجليزية)
- كازوكي هاتوري على موقع Soccerway.com (الإنجليزية)